# Mattias Östberg
Mattias Östberg, född 24 augusti 1977, är en svensk fotbollsspelare (försvarsspelare) och tränare som spelar i Hanvikens SK. Han har spelat över 200 matcher i Allsvenskan för BK Häcken, IFK Norrköping, Gais och Djurgårdens IF. Han har även haft en sejour i Stoke City FC i England där han spelade en match i B-laget.
Östberg har Östansbo IS som moderklubb. Han har spelat tre säsonger i Allsvenskan med IFK Norrköping. Östberg värvades till GAIS från IK Brage inför säsongen 2005 i Superettan. Han spelade tre säsonger i Gais, där han bland annat var med att gå upp till Allsvenskan 2005. 2008 värvades han till BK Häcken och var med när BK Häcken gick upp till Allsvenskan 2008. I augusti 2012 lämnade Mattias Östberg BK Häcken för spel i Djurgårdens IF.